# المنطق الحر
المنطق الحر (بالإنجليزية: Free logic)‏، هو منطق يحتوي على افتراضات وجودية أقل من المنطق الكلاسيكي. قد تسمح أنظمة المنطق الحرة بالجمل التي لا تشير إلى أي كائن. قد تسمح أنظمة المنطق الحرة أيضًا بالنماذج التي تحتوي على مجال فارغ . المنطق الحر مع الخاصية الأخيرة هو منطق شامل.